# Bellaspira pentagonalis
Bellaspira pentagonalis é uma espécie de gastrópode do gênero Bellaspira, pertencente a família Drilliidae.